# Mum's the Word (film 1920)
Mum's the Word è un cortometraggio del 1920 diretto da Lois Weber. Fu uno dei primi esperimenti di film sonoro: venne utilizzato il sistema Gaumontphone, prodotto dalla Gaumont Talking Picture Company e il corto è l'unico film conosciuto prodotto dalla compagnia negli Stati Uniti.

## Produzione
Il film fu prodotto dalla Gaumont Company.

## Distribuzione
Venne distribuito dall'American Gaumont. Non si conoscono copie ancora esistenti della pellicola che viene considerata presumibilmente perduta.
Il film viene citato nel documentario del 1993 The Silent Feminists: America's First Women Directors di Jeffrey Goodman e Anthony Slide.